# Jean Perrot (archéologue)
Pour les articles homonymes, voir Jean Perrot et Perrot.
Jean Perrot, né le 10 juin 1920 à Landresse (Doubs) et mort le 24 décembre 2012 à Paris, est un archéologue français, spécialiste de l'archéologie du Proche-Orient.

## Biographie

Fouilles de Bir Abou Matar, 1956.

Jean Perrot poursuit ses études secondaires classiques au lycée Victor-Hugo de Besançon, jusqu'en 1938. De 1939 à 1942, il suit les cours de l'École nationale supérieure des arts décoratifs de Paris, puis de 1942 à 1945 à l'Institut d'art et d'archéologie de la Sorbonne. Parallèlement, il étudie à l'École pratique des hautes études et à l'École du Louvre dont il sort diplômé en archéologie orientale.
En 1945, après la fin de la guerre, il part pour Jérusalem (alors en Palestine sous mandat britannique) étudier à l'École biblique et archéologique française. Il en profite pour apprendre l'hébreu. À partir de 1946, René Neuville l'initie à l'archéologie de la Palestine. Après la création de l'État d'Israël en 1949, les deux hommes participent à des fouilles dans le désert de Judée. Jean Perrot se spécialise alors de la période du Néolithique, à l'âge du bronze. Il fouille notamment à Abou Gosh et à Oum Qatafa avec l'appui de René Dussaud et Édouard Dhorme. Jean Perrot dirige à partir de 1953 huit campagnes de fouilles à Bir Abou Matar concernant le Néolithique et la sédentarisation dans le désert du Néguev. La « mission Perrot » devient la mission archéologique française en Israël en 1958 avant de trouver l'appui du CNRS auquel Jean Perrot est rattaché depuis 1946. Jean Perrot fouille en Galilée et à Mallaha et en 1961-1962 au sud du lac de Tibériade où il trouve un gisement du VIIIe millénaire av. J.-C.

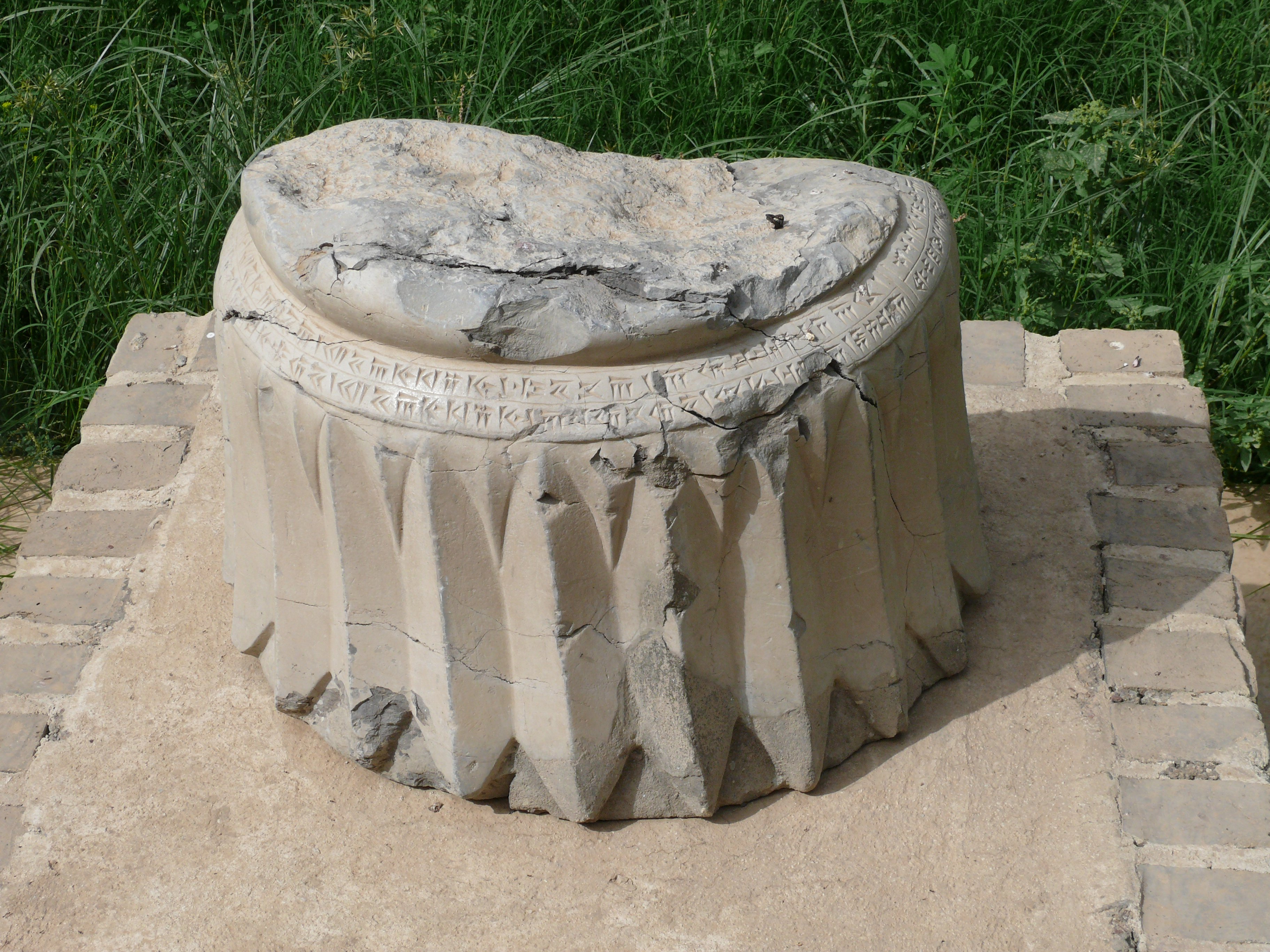
Fragment de colonne de l'apadana du palais de Darius à Suse.

Jean Perrot étend dans ces années ses recherches à la Cilicie, à Chypre et à l'Afghanistan, mais c'est surtout à l'Iran qu'il s'intéresse à partir de 1962 et notamment au site de Suse. Il dirige la délégation archéologique française en Iran, jusqu'à 1979, année de la révolution islamique et du début de la guerre Iran-Irak. C'est sous sa direction que sont effectuées des recherches menant à des découvertes fondamentales concernant le palais de Darius et la statue de Darius.
Jean Perrot est l'auteur de nombreuses publications s'étalant sur plus de soixante ans. Il était membre-correspondant de l'Académie des inscriptions et belles-lettres (1965) et membre de nombreuses sociétés savantes dans le domaine de l'archéologie. Il est cofondateur avec Bernard Vandermeersch de la revue Paléorient.
Ses archives scientifiques sont déposées au Pôle archives de la Maison des Sciences de l’homme Mondes.

## Quelques publications
- Et ils sortirent du paradis: carnets d'un archéologue en Orient 1945-1995, édition de Fallois, 334 pages, 1997
- Le Palais de Darius à Suse, Paris, Presses universitaires de la Sorbonne, 2010 (prix Farabi de Téhéran)
- En collaboration avec Y. Madjidzadeh, Découvertes récentes à Jiroft (sud du plateau iranien), 2003, CRAIBL, pp. 1087–1102.
- Darius le Grand - Roi de Perse - Roi de Babylone – Rois des Rois – Pharaon d’Égypte (522-486 av. J.-C.), in Dossiers d’archéologie, hors-série n° 23, janvier 2013, 78 pages.
- L'Orgue de ses origines hellénistiques à la fin du XVIIIe siècle, Paris, A. et J. Picard, 1965, Gd in 8°, 434 p.